# Kamma Svensson
Karen Margrete Svensson (1908-1988) var en dansk illustrator, der bidrog med tegninger til danske aviser og magasiner, især Politiken. Hendes illustrerede bøger omfatter værker af Lise Nørgaard og Johannes Møllehave. Svensson har også lavet plakater til Tivoli i København og designet dekorative plader og skeer til Royal Copenhagen.

## Levnedsløb
Karen Margrete Svensson blev født i Sønderborg den 28. november 1908 som datter af avisredaktøren og politikeren Adolph Bernhard Svensson (1880-1963) og Kathrine Marie Billum (1884-1976). I 1929 giftede hun sig med den berlinske arkitekt Heinrich Hartwig, men ægteskabet blev opløst i 1935. I 1937 giftede hun sig med forretningsmanden og direktøren Helge Peter Emil Bech Emborg (1910-1995). På trods af, at hun var gift, fortsatte Svensson med at bruge sit pigenavn i hele sit liv. Hun havde tre børn: Klaus (1932), Franz (1937) og Morten (1939).
Under Første verdenskrig levede Svensson med sin mor og sine søskende i Flensborg, mens hendes far blev indkaldt til den tyske hær. I 1920 bosatte familien sig i Haderslev i det sydlige Jylland, hvor hun i 1927 blev uddannet fra Haderslev katedralskole. Hun studerede derefter maleri i en kort periode under Harald Slott-Møller, rejste på en studierejse til Paris og studerede på Universität der Künste Berlin fra 1930 til 1933.

### Værker
Svensson udstillede for første gang på Sønderjysk Udstilling i 1937 på Charlottenborg, og deltog også i efterårsudstillingen det følgende år. Hun lavede hovedsageligt tegninger af børn og præsenterede sit arbejde på forskellige udstillinger indtil midten af 1940'erne. Efter krigen begyndte hun at illustrere børnebøger, herunder Margit Wohlins Kan Familien reddes (1946), Else Sigfred-Pedersens Barnet under mit Hjerte (1947), og Pearl S. Bucks Børnene og Verden (1947). Hun begyndte snart at bidrage med illustrationer til aviser og magasiner, herunder Dagens Nyheder, Berlingske Tidende og især Politiken, hvor hun var ansat fra 1950 til 1971.
Fra 1945 blev hendes værker stadig mere farverige, ofte inspireret af bibelske historier og eventyr. Hendes senere værker blev udstillet på Danske bladtegnere (1980), Kunstnere for fred (1983) og udstillingen af Kvindelige Kunstneres Samfund i 1976 og 1986. Hendes sidste værk var den rigt illustrerede billedbog Da Prosper Alpanus og Rosabelle Verde tryllede om kap (1987).

### Død
Kamma Svensson døde i København den 11. februar 1988.